# Ролон, Зенон

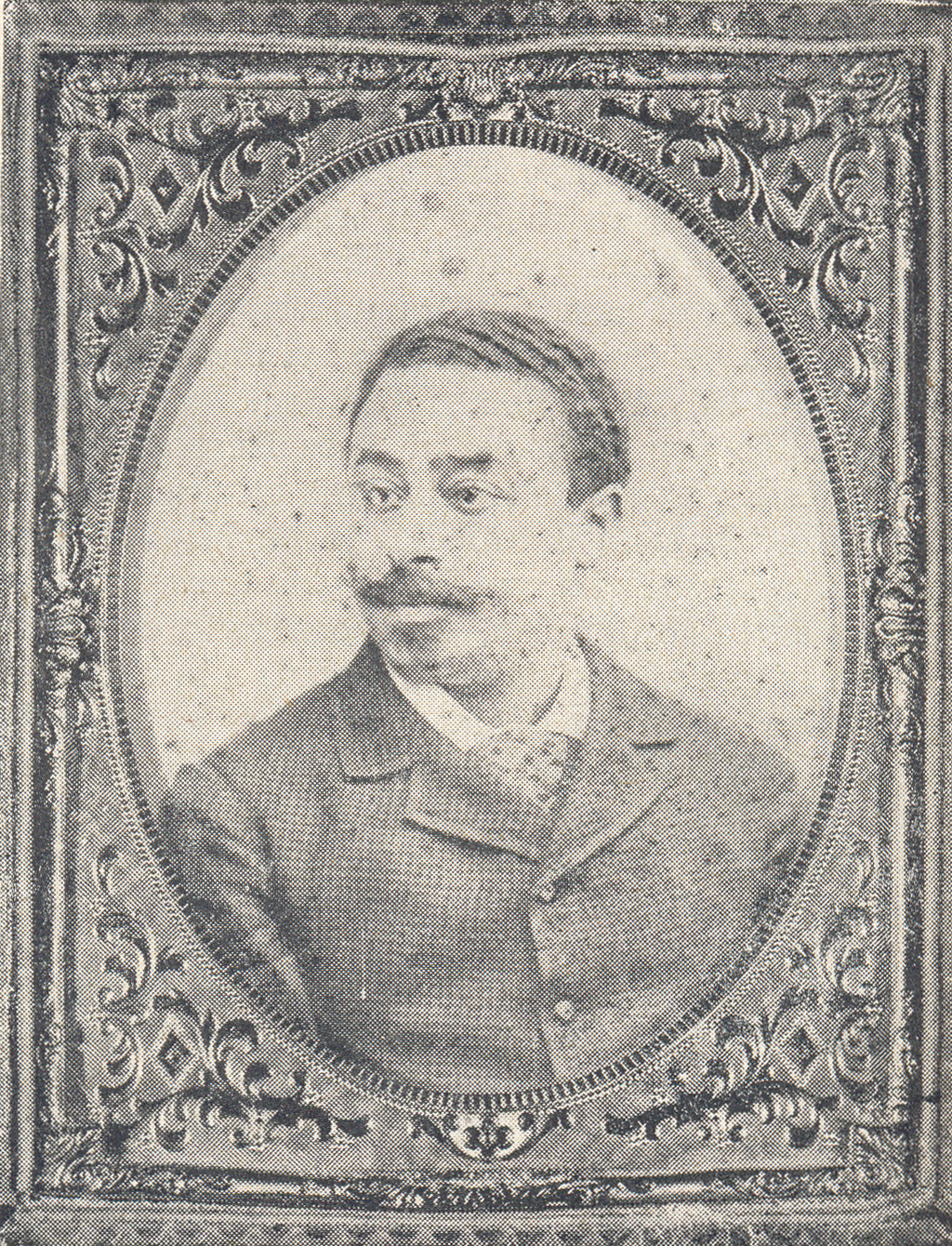
Зенон Ролон

Зено́н Роло́н (исп. Zenón Rolón; 25 июня 1856, Буэнос-Айрес — 13 мая 1902, Буэнос-Айрес) — аргентинский музыкант и композитор. Издатель.

## Биография
Родился в семье выходцев из Африки. Первые уроки музыки получил в родном городе. В 1873 году отправился в Италию, где продолжил учёбу во Флоренции. В 1879 вернулся в Буэнос-Айрес, продолжал изучать музыку, под руководством Базилио Базили, тогда же сочинил и был первым исполнителем траурного марша в честь национального героя Аргентины Хосе де Сан-Мартина, во время перезахоронения его останков в Буэнос-Айрес в 1880 году.
Зенон Ролон — автор около 80 музыкальных работ, включая оперы, оперетты, симфонии, сарсуэлы и духовную музыку. Сочинил множество вальсов, танго, полек, маршей и баркарол.
Кроме того, З. Ролон является основателем аргентинского музыкального издательства, которое опубликовало многочисленные произведения современных композиторов Аргентины.
Похоронен на кладбище Реколета.